# Gilberto Velho
Gilberto Cardoso Alves Velho (Rio de Janeiro, 15 de maio de 1945 – Rio de Janeiro, 14 de abril de 2012) foi um antropólogo brasileiro, pioneiro da Antropologia Urbana no país.

## Biografia
Graduado em Ciências Sociais pelo Instituto de Filosofia e Ciências Sociais da Universidade Federal do Rio de Janeiro (UFRJ) em 1968. Mestre em Antropologia Social também pela UFRJ no ano de 1970. Especializou-se em Antropologia Urbana e das Sociedades Complexas na Universidade do Texas, em Austin (1971). Doutor em Ciências Humanas pela Faculdade de Filosofia, Letras e Ciências Humanas da Universidade de São Paulo (FFLCH).
Atuou nas áreas de Antropologia Urbana, Antropologia das Sociedades Complexas e Teoria Antropológica. Além de vários cargos acadêmicos, como coordenador do PPGAS do Museu Nacional e chefe de Departamento de Antropologia, foi presidente da Associação Brasileira de Antropologia - ABA (1982-84), presidente da Associação Nacional de Pós-Graduação e Pesquisa em Ciências Sociais - ANPOCS (1994-96) e vice-presidente da Sociedade Brasileira para o Progresso da Ciência (1991-93).
Foi membro do Conselho Consultivo do Instituto do Patrimônio Histórico e Artístico Nacional (1983-93), tendo sido relator do primeiro tombamento de terreiro de candomblé realizado no Brasil - Casa Branca, em Salvador. Foi também membro do Conselho Federal de Cultura (1987-88).
Em 2000 tornou-se membro titular da Academia Brasileira de Ciências (ABC). Foi agraciado com a Grã-Cruz da Ordem Nacional do Mérito Científico (2000) e com a Comenda da Ordem de Rio Branco (1999). Foi colaborador e professor visitante em várias universidades brasileiras e estrangeiras. Orientou cerca de 100 dissertações de mestrado e teses de doutorado.

## Morte
Até sua morte, era professor titular e decano do Departamento de Antropologia do Museu Nacional. Gilberto morreu na madrugada do dia 14 de abril de 2012, enquanto dormia em seu apartamento em Ipanema, depois de sofrer um acidente vascular cerebral. Seu corpo foi enterrado no Cemitério São João Batista, no Rio de Janeiro.

## Obras publicadas
- 2002: "Mudança, Crise e Violência: política e cultura no Brasil contemporâneo" (Civilização Brasileira)[3]
- 1998: "Nobres & Anjos: um estudo de tóxicos e hierarquia" (Editora FGV)[4]
- 1994: "Projeto e Metamorfose: antropologia das sociedades complexas" (Zahar)[5]
- 1992: "Duas Conferências" / Co-autoria com Otávio Velho (Editora da UFRJ)
- 1986: "Subjetividade e Sociedade: uma experiência de geração" (Zahar)[5]
- 1981: "Individualismo e Cultura: notas para uma antropologia da sociedade contemporânea" (Zahar)[5]
- 1973: "A Utopia Urbana: um estudo de antropologia social" (Zahar)[5]

### Como organizador
- 2010: "Juventude contemporânea: culturas, gostos e carreiras" / Com  Dias Duarte (7Letras)[6]
- 2009: "Gerações, família, sexualidade" / Com  Dias Duarte (7Letras)[7]
- 2008: "Rio de Janeiro: cultura, política e conflito" (Zahar)[5]
- 2006: "Artifícios e Artefactos: entre o literário e o antropológico" / Com Gilda Santos (7 Letras)[8]
- 2005: "Ciência e estudos de violência" (Academia Brasileira de Ciências)
- 2003: "Pesquisas Urbanas: desafios do trabalho antropológico" / Com Karina Kuschnir (Zahar)[5]
- 2001: "Mediação, Cultura e Política" / Com Karina Kuschnir (Aeroplano Editora)[9]
- 1999: "Antropologia Urbana: cultura e sociedade no Brasil e em Portugal" (Zahar)[5]
- 1996: "Cidadania e Violência" (Ed. FGV) / Com Marcos Alvito
- 1981: "Família, psicologia e sociedade" (Campus) / Com Sérvulo Figueira
- 1980: "O Desafio da Cidade: novas perspectivas da antropologia brasileira" (Campus)
- 1977: "Arte e Sociedade: ensaios de sociologia da arte" (Zahar)[5]
- 1974: "Desvio e Divergência: uma crítica da patologia social" (Zahar)[5]
- 1966, 1967 e 1968: "Sociologia da Arte" (Jorge Zahar Editores)